# Colapso del mercado de valores de 2020
El colapso del mercado de valores de 2020 fue un colapso global del mercado de valores que ocurrió entre febrero y abril de 2020, durante el inicio de la pandemia de coronavirus de 2020.
El promedio industrial Dow Jones, el índice S&P 500 y el NASDAQ-100 cayeron en una corrección el 27 de febrero durante una de las peores semanas de negociación desde la crisis financiera de 2007-08. Los mercados durante la semana siguiente (del 2 al 6 de marzo) se volvieron extremadamente volátiles, con oscilaciones del 3 % o más por sesión diaria (excepto el 6 de marzo). El 9 de marzo, los tres índices de Wall Street cayeron más del 7 % y la mayoría de los mercados mundiales reportaron severas contracciones, principalmente en respuesta a la guerra de precios del petróleo entre Rusia y Arabia Saudí. Esto se conoció coloquialmente como Lunes Negro (Black Monday en inglés), y fue la peor caída desde la Gran Recesión en 2008. Tres días después del Black Monday hubo otra caída, Jueves Negro (Black Thursday en inglés), donde las acciones en Europa y América del Norte cayeron más del 9 %. Wall Street experimentó su mayor caída porcentual en un solo día desde el Lunes Negro de 1987, y el FTSE MIB cayó casi un 17 %, convirtiéndose en el mercado más afectado durante el Jueves Negro.
A mitad de marzo la gravedad de la crisis obligó a intervenir a los gobiernos y a los Bancos Centrales a través de la política monetaria y la fiscal para evitar el colapso definitivo de la economía.

## Inestabilidad inducida por el brote de coronavirus

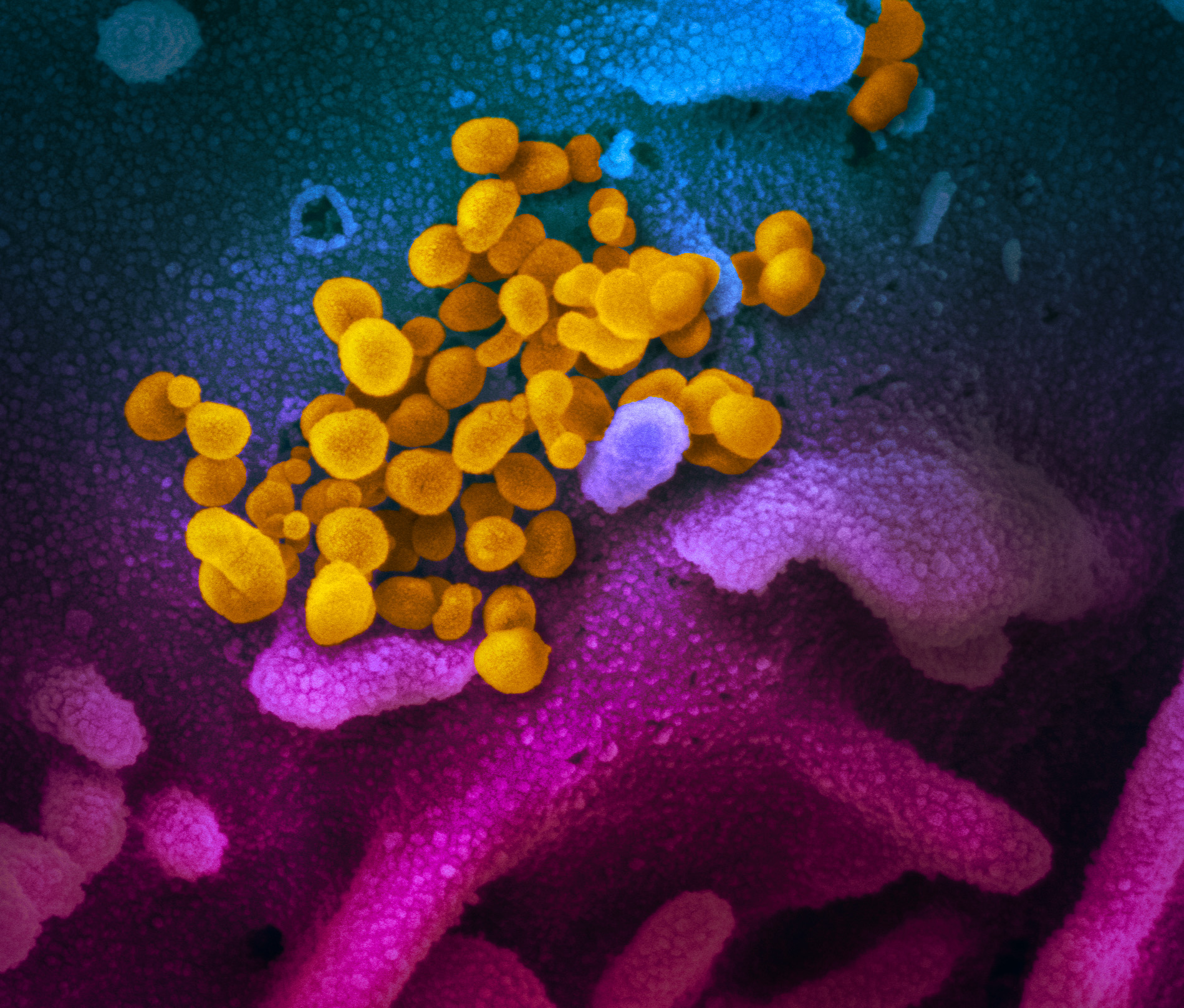
Imagen de microscopio electrónico de barrido de SARS-CoV-2 (centro, amarillo)

El mercado bursátil había sido extremadamente volátil desde el lunes 24 de febrero de 2020, cuando el Dow Jones Industrial Average y el FTSE 100 cayeron más del 3 % a medida que el brote de COVID-19 empeoró sustancialmente fuera de China durante el fin de semana. El 27 de febrero, el NASDAQ-100, el índice S&P 500 y el promedio industrial Dow Jones registraron sus mayores caídas desde 2008, con el Dow cayendo 1.191 puntos, su mayor caída en un día desde la crisis financiera de 2008. El 28 de febrero, los mercados bursátiles de todo el mundo informaron sus mayores caídas en una semana desde la crisis financiera de 2008. El Comité Federal de Mercado Abierto redujo el objetivo de la tasa de fondos federales en 50 puntos básicos, y el presidente de la Reserva Federal, Powell, declaró que el banco central «vio un riesgo para las perspectivas de la economía y decidió actuar» y que la «magnitud y la persistencia de la situación general efecto [del brote] en la economía de los Estados Unidos sigue siendo muy incierto». Al cierre de las operaciones el 3 de marzo, los mercados bursátiles europeos y de Asia-Pacífico habían subido principalmente, pero el S&P 500, el NASDAQ Composite y el Dow Jones Industrial Average cayeron (con el Dow invirtiendo más de dos tercios de la anterior ganancia diaria), y el rendimiento de los títulos del Tesoro de Estados Unidos a 10 y 30 años cayó a mínimos históricos (con el rendimiento de los títulos a 10 años por debajo del 1 % por primera vez en la historia). Durante las siguientes semanas, a pesar de los recortes de tasas, el mercado continuó luchando.

## Guerra de precios del petróleo entre Rusia y Arabia Saudí
El 8 de marzo de 2020, Arabia Saudita inició una guerra de precios con Rusia, lo que provocó una caída importante en el precio del petróleo. El precio del petróleo de los Estados Unidos cayó un 34 %, el precio del crudo cayó un 26 % y el del petróleo Brent un 24 %. La guerra de precios fue provocada por una ruptura en el diálogo entre la Organización de Países Exportadores de Petróleo y el Gobierno de la Federación de Rusia sobre los recortes de producción de petróleo propuestos en medio de la pandemia de coronavirus 2019-20. Los precios del petróleo ya habían caído un 30 % desde el comienzo del año debido a una caída en la demanda. La caída de los precios fue una de las causas del colapso del mercado de valores global el 9 de marzo de 2020, conocido coloquialmente como Lunes negro.
La reducción en la demanda de viajes y la falta de actividad fabril debido al brote impactaron significativamente la demanda de petróleo, haciendo que su precio cayera. A mediados de febrero, la Agencia Internacional de Energía pronosticó que el crecimiento de la demanda de petróleo en 2020 sería el más pequeño desde 2011. La caída de la demanda china resultó en una reunión de la Organización de Países Exportadores de Petróleo (OPEP) para discutir un posible recorte en la producción para equilibrar la pérdida de demanda. Inicialmente, el cartel llegó a un acuerdo tentativo para reducir la producción de petróleo en 1,5 millones de barriles por día después de una reunión en Viena el 5 de marzo de 2020, lo que llevaría los niveles de producción al nivel más bajo desde la guerra de Irak.

## 9 de marzo: Lunes negro
Black Monday (conocido como el lunes negro en español) fue una caída de la Bolsa de Valores en el mercado global ocurrido el 9 de marzo de 2020, durante el colapso del mercado de valores de 2020. Los mercados abrieron con el porcentaje más bajo, precedidas de dos semanas de considerables caídas. Los mercados bursátiles mundiales sufrieron la mayor caída desde 2008, durante la Gran Recesión. Causas notables incluyeron una combinación de la Pandemia de COVID-19 y la guerra de precios del petróleo entre Rusia y Arabia Saudita.

## 12 de marzo: Jueves negro
Al día siguiente de la negociación, las acciones estadounidenses recuperaron algunas de las pérdidas que ocurrieron el lunes, aumentando en más del 4%. Esto se atribuyó a un posible estímulo fiscal, como un posible impuesto a la nómina del 0%, propuesto por el presidente de los Estados Unidos, Donald Trump. El miércoles, sin embargo, las acciones cayeron una vez más y dieron como resultado que el DJIA ingresara a un mercado bajista (es decir, una caída del 20% desde el pico más reciente) por primera vez en 11 años, terminando el mercado alcista más largo en acciones estadounidenses historia del mercado. El jueves 12 de marzo, los tres principales índices comerciales de Estados Unidos cayeron un 7%, lo que condujo a otra interrupción del funcionamiento de Wall Street de 15 minutos, que detuvo el comercio.

## 16 de marzo: otro Lunes negro
El lunes 16 de marzo, los mercados bursátiles de Asia-Pacífico y Europa cerraron (con el S&P/ASX 200 estableciendo una caída récord de un día del 9,7%, colapsando un 30% desde el pico alcanzado el 20 de febrero). El Dow Jones Industrial Average, el NASDAQ Composite y el S&P 500 cayeron un 12%, con el Dow eclipsando el récord de caída de un día establecido el 12 de marzo,y el freno comercial activado en el comienzo de la negociación. Dicha caída porcentual superó la ocurrida el lunes 28 de octubre de 1929. Los precios del petróleo cayeron un 10%, mientras que los rendimientos de los títulos del Tesoro de Estados Unidos a 10 y 30 años cayeron a 0,76% y 1,38% respectivamente (mientras que su curva de rendimiento se mantuvo normal). Alrededor de las 12 p. m. hora del este, el Banco de la Reserva Federal de Nueva York anunció que realizaría una recompra de $ 500 mil millones hasta la tarde de ese día. El Ibex 35, con una bajada de casi el 10%, volvió a sufrir una de las mayores caídas de su historia. Los mercados de Estados Unidos también sufrieron bajas importantes: el Índice Industrial Dow Jones cayó un 12,93%, el S&P 500 perdió un 11,98% y el Nasdaq Composite cayó un 12,32%.

## 17 al 27 de marzo: gran inestabilidad e intervención de Gobiernos y Bancos Centrales
17 de marzo

Movimientos de varios índices bursátiles desde el inicio de 2020. Se observa un desplome (crash) en el mes de marzo. Las 2 líneas negras representan los dos "lunes negro" (Black Monday en inglés o BM) que fueron el 9 y el 16 de marzo, respectivamente.

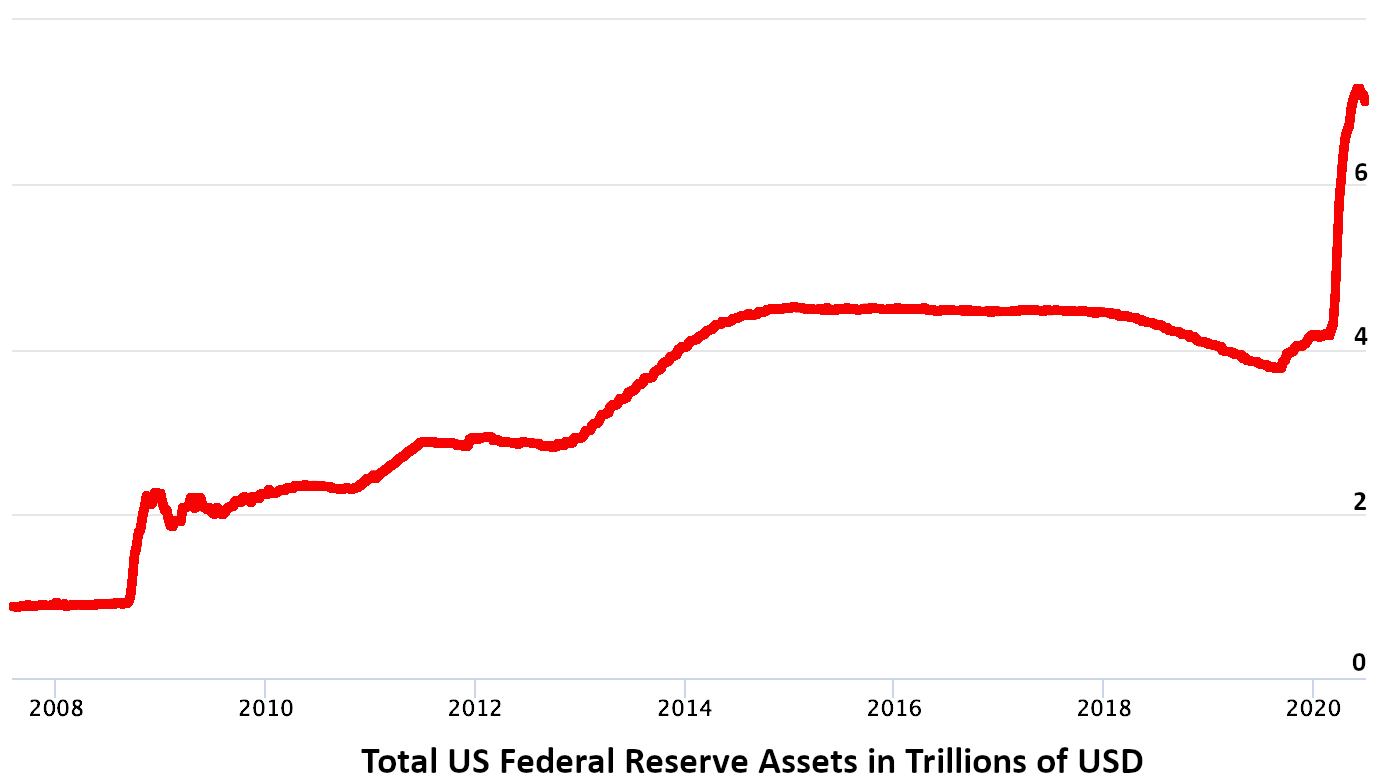
La Reserva Federal ha ampliado enormemente su balance a través de tres períodos de flexibilización cuantitativa desde la crisis financiera de 2007-2008. En septiembre de 2019, un aumento en la tasa de interés del mercado de repos a un día hizo que la Reserva Federal introdujera una cuarta ronda de flexibilización cuantitativa; el balance se expandiría parabólicamente tras la caída del mercado de valores.

El 17 de marzo, los mercados bursátiles de Asia y el Pacífico cerraron con acabados mixtos, mientras que los mercados bursátiles europeos terminaron más de un 2%, mientras que el NASDAQ Composite y el S&P 500 terminaron más de un 6% y el Dow Jones Industrial Promedio terminado más del 5%. Los precios del petróleo cayeron un 6%, mientras que los rendimientos de los títulos del Tesoro de EE. UU. a 10 y 30 años aumentaron a 1,04% y 1,62%, respectivamente. La Reserva Federal anunció que restablecería su Mecanismo de financiación de papel comercial (CPFF) con hasta $ 1 billón para bonos corporativos a corto plazo, mientras que el canciller de Hacienda, Rishi Sunak, anunció un programa de garantía de préstamos comerciales respaldado por el gobierno de £ 330 mil millones. El Banco Central de la República de Turquía anunció que recortaría su tasa de recompra en 100 puntos básicos del 10.75% al 9.75%, mientras proporcionaba las subastas de la lira turca en 150 puntos básicos por debajo de su tasa de referencia de referencia. El Banco de Japón realizó ¥ 120 mil millones en compras en el mercado abierto de fondos negociados en bolsa. Primer ministro español Pedro Sánchez y presidente francés Emmanuel Macron anunció programas de estímulo fiscal de € 200 mil millones y € 45 mil millones ($ 220 mil millones y $ 50 mil millones) respectivamente, mientras que el primer ministro canadiense Justin Trudeau también lanzó el paquete de estímulo fiscal del gobierno federal canadiense de C $ 82 mil millones ($ 56,7 mil millones) que anunció la semana anterior.
18 de marzo
El 18 de marzo, los mercados bursátiles cayeron otra vez, por ejemplo el NASDAQ Composite cayó en más de un 6%, el S&P 500 en más de un 7%, y el Dow Jones Industrial Average en más de 9 %. Los precios del petróleo cayeron un 24% a un mínimo de 18 años, mientras que los rendimientos de los títulos del Tesoro de EE. UU. a 10 y 30 años aumentaron a 1,23% y 1,68% respectivamente (mientras que su curva de rendimiento se mantuvo normal).
El Banco Central Europeo anunció que compraría hasta 750 mil millones de euros ($ 820 mil millones) de bonos gubernamentales y corporativos y papel comercial. El Banco Central de Brasil redujo su tasa de interés nocturno en 50 puntos básicos a un mínimo histórico de 3.75% y vendió $ 830 millones en divisas, mientras que el Banco de la Reserva de Australia redujo su tasa de efectivo oficial a 0.25%. El Banco de la Reserva de la India anunció que realizaría compras por valor de $ 1.35 mil millones en el mercado abierto de bonos del gobierno. El Banco de Corea anunció que realizaría una subasta de ₩ 1 billón ($ 793.5 millones) al día siguiente, y el Banco Nacional de Polonia anunció que realizaría compras en el mercado abierto de bonos gubernamentales para apoyar el estímulo fiscal implementado por el gobierno polaco. La Bolsa de Nueva York anunció que cerraría temporalmente su piso de negociación y pasaría a la negociación totalmente electrónica a partir del 23 de marzo, cuando dos operadores dieron positivo para COVID-19 en las evaluaciones establecidas por la NYSE.
19 de marzo
El 19 de marzo, los mercados bursátiles de Asia y el Pacífico cerraron, mientras que los mercados bursátiles europeos cerraron con un aumento del 3%, mientras que el Dow Jones Industrial Average, el NASDAQ Composite y el S&P 500 también cerraron. Los precios del petróleo aumentaron un 23%, mientras que los rendimientos de los títulos del Tesoro de EE. UU. a 10 y 30 años cayeron a 1,06% y 1,68% respectivamente (mientras que su curva de rendimiento se mantuvo normal). La Reserva Federal anunció $ 450 mil millones en líneas de intercambio de divisas a los bancos centrales de Australia, Brasil, Corea del Sur, México, Singapur, Suecia, Dinamarca, Noruega y Nueva Zelanda, con las líneas de intercambio para el Banco Central de Brasil, la Autoridad Monetaria de Singapur y el Banco de Corea por valor de $ 60 mil millones cada uno. La Reserva Federal también estableció una línea de crédito adicional similar al CPFF para fondos mutuos del mercado monetario. El Banco de Japón realizó ¥ 1.3 trillones ($ 12 mil millones) en compras de emergencia en el mercado abierto de bonos del gobierno.
El Banco de Inglaterra anunció que reduciría su tasa de interés nocturno en 15 puntos básicos a 0.1% y aumentaría sus compras en el mercado abierto de bonos del gobierno en £ 200 mil millones a un total de £ 645 mil millones, mientras que el de Banco Nacional de Dinamarca aumentó su tasa de depósito en 15 puntos básicos a –0,60%. El Banco Central de la República de China redujo su tasa bancaria en 25 puntos básicos a 1,125%. Después de reducir su tasa de recompra en 25 puntos básicos el 16 de enero, el Banco de Reserva de Sudáfrica anunció que recortaría su tasa de recompra en 100 puntos básicos adicionales al 5,25%. Bank Indonesia también redujo su tasa de recompra en 25 puntos básicos a 4.50%. El presidente chileno Sebastián Piñera anunció un paquete de estímulo fiscal de $ 11.7 mil millones. El líder de la mayoría del Senado de los Estados Unidos, Mitch McConnell, presentó una legislación para un tercer paquete de estímulo fiscal de hasta $ 1 billón que incluye pagos en efectivo a los hogares de menos de $ 75,000 en ingresos brutos ajustados (con $ 1,200 por persona, $ 2,400 para parejas y $ 500 por niño) y $ 208 mil millones para industrias severamente afligidas por la pandemia.
20 de marzo
El 20 de marzo, los mercados bursátiles de Asia-Pacífico y Europa cerraron mayormente, mientras que el Dow Jones Industrial Average, el NASDAQ Composite y el S&P 500 cerraron un 4% (con el Dow eclipsando su semana) declive del 24 al 28 de febrero de 2020 para terminar en su mayor declive de una semana desde la crisis financiera de 2008). Los precios del petróleo cayeron un 11%, mientras que los rendimientos de los títulos del Tesoro de EE. UU. a 10 y 30 años cayeron al 0,93% y al 1,52% respectivamente (mientras que su curva de rendimiento se mantuvo normal durante al menos la sexta sesión de negociación de los siete anteriores. La Reserva Federal anunció que expandiría sus compras de activos para incluir bonos municipales, mientras que el Banco de la Reserva de Australia anunció que también compraría A $ 5 mil millones ($ 2,9 mil millones) en bonos municipales. El Banco de Indonesia y el Banco Central de Brasil anunciaron compras por valor de $ 10.1 mil millones y $ 3 mil millones en bonos del mercado abierto de bonos del gobierno, respectivamente, mientras que el Banco de la Reserva de la India anunció que realizaría compras de $ 300 mil millones en el mercado abierto la semana que viene.
El Banco de México anunció que reduciría su tasa de interés nocturno en 50 puntos básicos, mientras que el Banco Nacional de Rumania anunció que reduciría su tasa bancaria en 25 puntos básicos a 2.0%. El Banco Central Europeo abrió una línea de intercambio de divisas de € 24 mil millones con el Banco Nacional de Dinamarca. El secretario del Tesoro de los Estados Unidos, Steven Mnuchin, anunció que el Servicio de Impuestos Internos ampliaría el plazo de presentación de impuestos federales del 15 de abril al 15 de julio, mientras que el gobernador de Maryland, Larry Hogan, y el gobernador de Nueva York, Andrew Cuomo, como presidente y vicepresidente de la Asociación Nacional de Gobernadores, escribió una carta abierta a la Administración Trump y al 116.° Congreso de los Estados Unidos para solicitar $ 150 mil millones en ayuda federal a los gobiernos estatales de los Estados Unidos para abordar la pandemia de COVID-19. El gobierno federal suizo y el gobierno nacional de Arabia Saudita anunciaron programas de estímulo fiscal de $ 32 mil millones, mientras que el gobierno federal alemán ha planeado un programa de estímulo fiscal de € 100 mil millones.
23 de marzo
Los futuros del índice bursátil de los Estados Unidos desencadenaron interruptores de circuito cuando cayeron un 5% el domingo por la noche, después de que el proyecto de ley para el paquete de estímulo anticipado de $ 1.8 billones no llegara a la mayoría en el Senado. Los mercados asiáticos cerraron mucho más bajo el lunes. El S&P/ASX 200 de Australia cayó un 5,6%, luego de estar bajo presión al aumentar el temor por la propagación de la enfermedad. El mercado de valores de la India cayó más del 9%. Los mercados europeos se abrieron con grandes pérdidas.
24 de marzo
El 24 de marzo, los mercados bursátiles de Asia-Pacífico y Europa cerraron con ganancias, mientras que el Dow Jones Industrial Average cerró más de un 11%, el NASDAQ Composite cerró más de un 8% y el S&P 500 cerró más de 9% más. Los precios del petróleo aumentaron en más del 2%, mientras que los rendimientos de los títulos del Tesoro de EE. UU. a 10 y 30 años aumentaron a 0,82% y 1,40%, respectivamente. Después de acordar un programa de asistencia financiera de inversión conjunta de 37 mil millones de euros a empresas europeas la semana anterior, los ministros de finanzas de la reunión de la Eurozona no acordaron más estímulo fiscal conjunto. El Banco de Japón prestó $ 89 mil millones adicionales en operaciones de financiación de dos dólares, mientras que la Autoridad de Servicios Financieros de Indonesia aumentó el requisito de capital para los bancos de la nación a Rp3 billones ($ 182.1 millones) para 2022. El presidente surcoreano Moon Jae -in anunció que un paquete de estímulo fiscal planificado se duplicaría en tamaño a ₩ 100 billones ($ 80 mil millones). El Banco Nacional Húngaro anunció que dejaría sus tasas bancarias y nocturnas en 0,9% y –0,05% respectivamente, pero renunció a sus requisitos de reserva y se espera que anuncie nuevas medidas de flexibilización cuantitativa. Ministro de Hacienda rumano Florin Cîțu anunció que el gobierno rumano permitiría a los bancos diferir los pagos de los préstamos durante aproximadamente seis meses.
25 de marzo
El 25 de marzo, los mercados bursátiles de Asia-Pacífico y Europa cerraron, mientras que el NASDAQ Composite cerró, pero el S&P 500 y el Dow Jones Industrial Average también cerraron (con el Dow registrando su primera ganancia consecutiva desde el mes anterior). Los precios del petróleo subieron, y los rendimientos de los títulos del Tesoro de EE. UU. a 10 y 30 años cayeron a 0,79% y 1,33%, respectivamente. El Senado de los Estados Unidos aprobó por unanimidad el paquete de estímulo fiscal de $ 2.2 billones presentado por el líder de la mayoría del Senado, Mitch McConnell, la semana anterior. Los jefes de gobierno en nueve países de la zona euro pidieron la emisión debonos de corona. El Banco de la Reserva de Nueva Zelanda anunció NZ $ 250 millones ($ 146 millones) en compras en el mercado abierto de bonos del gobierno como parte de su programa de flexibilización cuantitativa.
El ministro de Finanzas de México, Arturo Herrera Gutiérrez, anunció que el gobierno federal mexicano permitiría a los bancos mexicanos diferir los pagos de los préstamos. El Banco de la Reserva de Sudáfrica anunció un programa de flexibilización cuantitativa de las compras en el mercado abierto de una cantidad no especificada de bonos del gobierno. El Banco de Corea anunció que financiaría la mitad del programa de estímulo del gobierno de Corea del Sur. El Banco Central de Islandia anunció que reduciría su requerimiento promedio de mantenimiento de reservas del 1% al 0%. El gobierno federal suizo anunció un programa de línea de crédito comercial de $ 20.4 mil millones y el Banco Nacional Suizoanunció la creación de un servicio de refinanciación con un suministro ilimitado de crédito para el sistema bancario suizo.
26 de marzo
El 26 de marzo, los mercados bursátiles de Asia y el Pacífico finalizaron con cierres mixtos, mientras que los mercados bursátiles europeos cerraron al alza, y el Dow Jones Industrial Average, el NASDAQ Composite y el S&P 500 subieron un 6% (y el Dow coronando su mayor repunte de 3 días desde 1931). Los precios del petróleo cayeron, mientras que los rendimientos de los títulos del Tesoro de EE. UU. a 10 y 30 años aumentaron ligeramente a 0,80% y 1,37%, respectivamente. En una cumbre virtual, los jefes de Estado y de Gobierno de la Unión Europea no acordaron comenzar a emitir coronabonos. El Banco de la Reserva de Australia anuncia que realizaría compras de bonos gubernamentales por un valor de $ 3 mil millones. Los bancos centrales de Dinamarca, Noruega, Singapur y Suecia anunciaron intercambios de divisas de dólares estadounidenses con los bancos de su nación, mientras que el Sveriges Riksbank también anunció que compraría 300 mil millones de kr (29,84 mil millones de dólares) papel comercial.
El gobierno indonesio anunció que emitiría bonos cuyos ingresos se dedicarían a programas de asistencia financiera para negocios gravemente afectados por la pandemia de COVID-19. El Banco Central de Rusia anunció que continuará vendiendo divisas en los mercados nacionales la semana siguiente. El Banco de Corea anunció que realizaría compras abiertas de mercado abierto de bonos del gobierno en subastas de repos todos los martes durante los siguientes tres meses. La calificación crediticia del gobierno federal mexicano fue bajada por S&P Global Ratings a BBB. El Banco Nacional Checo redujo su tasa bancaria en 75 puntos básicos adicionales al 1%. El ministro de Finanzas de Singapur, Heng Swee Keat, anunció un segundo paquete de estímulo fiscal de S $ 48 mil millones (US $ 33.7 mil millones). El ministro de Finanzas de la India, Nirmala Sitharaman, anunció un paquete de estímulo fiscal de $ 23 mil millones. El gobierno chino anunció que estaba implementando un programa de estímulo fiscal de $ 344 mil millones.
27, 28 y 29 de marzo
El 27 de marzo, los mercados bursátiles de Asia y el Pacífico finalizaron con cierres mixtos, los mercados bursátiles europeos cerraron, y el Dow Jones Industrial Average, el NASDAQ Composite y el S&P 500 cerraron más de un 3% (mientras terminaban arriba en la semana). Los precios del petróleo cayeron un 5% (y cerraron por quinta semana consecutiva), [481] y los rendimientos de los títulos del Tesoro de EE. UU. a 10 y 30 años cayeron a 0,77% y 1,36%, respectivamente. La Cámara de Representantes de los Estados Unidos aprobó el paquete de estímulo fiscal de $ 2.2 billones aprobado por el Senado de los Estados Unidos el 25 de marzo y el presidente de los Estados Unidos, Donald Trump, firmó la ley el mismo día. El Banco Central Europeo anunció un adicional de € 750 mil millones ($ 820 mil millones) en compras en el mercado abierto de bonos del gobierno. El Banco de Canadá redujo su tasa nocturna en 50 puntos básicos adicionales a 0.25%.
El Banco de la Reserva de la India anunció que reduciría su tasa de recompra en 75 puntos básicos a 4.4%. El Banco Central de Brasil subastó $ 610 millones en divisas, [487] mientras que el presidente del Banco Central de Brasil, Roberto Campos Neto, solicitó formalmente a la autoridad legal que implementara un programa de flexibilización cuantitativa del Congreso Nacional de Brasil. El primer ministro de Malasia, Muhyiddin Yassin, anunció un paquete de estímulo fiscal de RM250 mil millones ($ 57 mil millones). El gobierno de Sudáfrica 's calificación crediticia fue rebajada por Moody a Ba1 (su nivel más altosin grado de inversión). El Banco Central de Rusia anunció un programa de línea de crédito de $ 150 mil millones ($ 1.92 mil millones) para pequeñas y medianas empresas. Sveriges Riksbank anunció que realizaría compras por valor de 20.000 millones de kr ($ 2.01 mil millones) en el mercado abierto de bonos garantizados.

## 28 de marzo y días siguientes: Recuperación posterior
Durante el fin de semana anterior, el Banco Central de la República de China anunció un programa de línea de crédito de T $ 200 mil millones ($ 6,6 mil millones) para pequeñas y medianas empresas, mientras que el Banco de Corea anunció que llevaría a cabo US $ 12 mil millones operación de financiación en dólares en subastas a bancos de Corea del Sur. El Banco de Reserva de Sudáfrica anunció que facilitaría la contabilidad bancaria y las regulaciones de capital para liberar R300 mil millones en crédito, mientras que el Banco de Israel anunció que aliviaría sus requisitos de capital para facilitar mayores préstamos por parte de su sistema bancario como bien.
El lunes 30 de marzo de 2020, los mercados bursátiles de Asia y el Pacífico cerraron principalmente a la baja, mientras que los mercados bursátiles europeos cerraron en su mayoría un 1% más alto, y el Dow Jones Industrial Average, el NASDAQ Composite y S&P 500 cerraron más de 3 % más alto. Los precios del petróleo cayeron más de un 6% a un mínimo de 18 años, mientras que los rendimientos de los títulos del Tesoro de EE. UU. a 10 y 30 años cayeron a 0,66% y 1,24% respectivamente (mientras que su curva de rendimiento se mantuvo normal).
El 31 de marzo, los mercados bursátiles de Asia y el Pacífico finalizaron con cierres mixtos, mientras que los mercados bursátiles europeos cerraron, y el Dow Jones Industrial Average, el NASDAQ Composite y el S&P 500 cayeron en más del 1 % (con el Dow se acerca a su peor caída de un cuarto en la historia). Los precios del petróleo aumentaron un 2 % (pero cerraron en sus peores caídas de un mes y un trimestre en la historia), mientras que los rendimientos de los títulos del Tesoro de EE. UU. a 10 y 30 años aumentaron a 0,68 % y 1,34 % respectivamente.
El 1 de abril, los mercados bursátiles de Asia-Pacífico y Europa cerraron principalmente a la baja, mientras que el Dow Jones Industrial Average, el NASDAQ Composite y el S&P 500 cerraron 5 % a la baja. Los precios del petróleo cayeron, mientras que los rendimientos de los títulos del Tesoro de EE. UU. a 10 y 30 años cayeron a 0,61 % y 1,23 % respectivamente (mientras que su curva de rendimiento finalizó normal).
El 9 de abril, Arabia Saudita y Rusia acordaron recortes de producción de petróleo. Reuters informó que "si Arabia Saudita no pudo controlar la producción, los senadores estadounidenses pidieron a la Casa Blanca que imponga sanciones a Riad, retire las tropas estadounidenses del reino e imponga aranceles de importación al petróleo saudí".
El 11 de junio, el promedio industrial Dow Jones se desplomó 1861 puntos, alrededor del 7%, ya que los temores de una segunda ola de COVID-19 junto con una conferencia de prensa del presidente de la Reserva Federal Jerome Powell el día anterior pesaron sobre el sentimiento de los inversores.
El promedio industrial Dow Jones subió a lo largo de agosto de 2020, alcanzando un máximo de 29,199 puntos el 3 de septiembre de 2020 a las 9:48 EST antes de caer casi 1,000 puntos durante el resto del día. El 16 de septiembre, Jerome Powell y el FOMC dieron sus proyecciones económicas finales, lo que llevó al DJIA a caer aproximadamente un 4% durante los siguientes tres días. A lo largo de septiembre, el DJIA experimentó un retroceso sustancial del -9% en medio de los crecientes temores de una segunda ola de infección por COVID-19, la falta de perspectivas de estímulo federal y la inestabilidad electoral de EE. UU.

## Comparación fundamental de los colapsos del mercado de valores
En el caso del peor colapso del mercado de valores, que ocurrió en 1929, generalmente se cree que el colapso inicial del mercado desencadenó una crisis de liquidez debido a la sobreexposición de las instituciones financieras y los gobiernos, que luego tuvo un efecto secundario de causar un enorme reducción de la demanda. En el caso del colapso de 2008, se mantuvo la demanda agregada, probablemente por el programa internacional coordinado de préstamos masivos del gobierno coordinado internacionalmente. El colapso del mercado de valores de 1973 tuvo lugar en circunstancias relativamente inusuales, y podría decirse que es más el resultado de una recesión emergente y no la causa.
Las últimas décadas han producido algunos casos en los que las caídas bruscas fueron seguidas por recuperaciones igualmente rápidas, como los colapsos de mercado de corta duración de 1987, 1990 y 1998. En todos estos eventos, puede ser que los colapsos fueran causados por eventos inusuales que después de un examen más detallado resultó que eran mucho menos preocupantes de lo que parecían inicialmente. Por ejemplo, el colapso de 1987 y el de 1998 fueron posiblemente correcciones atrasadas en mercados alcistas muy maduros provocados por el creciente contagio de la deuda. En 1987 y en 1998, las fuertes caídas del mercado no solo registraron recuperaciones muy rápidas, sino que estas recuperaciones generaron nuevos mercados alcistas de larga duración. El colapso de 1990 fue causado por la invasión sorpresa de Irak a Kuwait y su anexión, que provocó un fuerte impacto en el petróleo y que fue un gran shock psicológico en ese momento, ya que parecía ocurrir de la noche a la mañana sin previo aviso. La invasión iraquí provocó temores de que pronto ocurriría una guerra ambientalmente devastadora que probablemente implicaría una interrupción importante en el flujo de petróleo crudo a nivel mundial. Sin embargo, de acuerdo la forma en la que sucedió, al menos para las personas fuera de la región, estos temores resultaron ser dramáticamente exagerados. Hay factores fundamentales que sugieren que el colapso de 2020 será en última instancia tan dañino como el colapso del mercado de 1973 e incluso el colapso de 1929.

## Comparación técnica de los mercados de valores bajistas de EE.UU. Desde 1929 hasta 2020
El comienzo de un mercado bajista generalmente se puede identificar cuando hay una caída en el valor de un índice de mercado importante de al menos 20 %. Una forma útil de identificarlos es utilizar solo los máximos de mercado de todos los tiempos como picos válidos, porque hay dudas de que un mercado sea alcista cuando está alcanzando un nuevo máximo histórico. Según esta definición, ha habido 13 mercados bajistas en los EE. UU. desde 1929, incluido el mercado bajista de 2020. El mercado bajista de 2020 es el séptimo mercado bajista más severo desde 1929.
Se deben hacer varias comparaciones técnicas entre el mercado bajista de 2020 y los mercados bajistas que se han producido en los EE. UU. desde 1929:
- El mercado bajista de 2020 vio la transición de un mercado alcista a uno bajista más rápida jamás vista.

- Solo otro mercado bajista experimentó una disminución porcentual tan grande como la observada en 2020 sin una subsiguiente caída desde un máximo hasta un mínimo de al menos 50 %.

- Los dos mercados bajistas más recientes que ocurrieron en el siglo XXI registraron caídas máximas de un máximo a un mínimo que superaron el 50 %. Podría decirse que la volatilidad relativa de los accidentes ha aumentado a medida que el tamaño y la tecnología de los mercados también han aumentado. Es posible que los aumentos en los algoritmos de alta frecuencia y el nivel general de participación en el mercado hayan tendido a acelerar el tamaño y la velocidad de la caída.

- El 75 % de los peores mercados bajistas desde 1929 tardaron al menos 185 días de negociación para experimentar caídas de al menos un 20 %. Esos mercados bajistas que ocurrieron más rápidamente tendieron a sufrir descensos finales menos severos. Este último factor sugiere que es probable que el mercado bajista de 2020 vea una recuperación rápida en un eventual mercado alcista.